# ماين ستينغ
ماين ستينغ هو نادي كرة قدم أمريكي أٌسس عام 2008. يلعب النادي في National Premier Soccer League ‏.